# Randy Sexton
Randy Sexton (* 24. Juli 1959 in Brockville, Ontario) ist ein ehemaliger kanadischer Eishockeyspieler, -trainer und derzeitiger -funktionär. Von Mai 2009 bis Mai 2010 war er als General Manager der Florida Panthers in der National Hockey League tätig.

## Karriere
Randy Sexton begann seine Karriere als Eishockeyspieler bei den Cornwall Royals, für die er in der Saison 1977/78 in der kanadischen Juniorenliga QMJHL aktiv war. Daraufhin spielte der Angreifer vier Jahre lang für die Mannschaft der St. Lawrence University, für die er nach seinem frühen Karriereende von 1983 bis 1985 als Assistenztrainer arbeitete. Gleichzeitig war er für das Universitäts-Team als Scout tätig.
Im Anschluss war Sexton, der seinen Abschluss in der Zwischenzeit an der Clarkson University gemacht hatte, als Manager tätig. Im Sommer 1993 wurde der Kanadier zum General Manager der neugegründeten Ottawa Senators aus der National Hockey League ernannt, für die er in dieser Position bis Dezember 1995 arbeitete. In der Folgezeit arbeitete er für Capital Sports Management, eine Beraterfirma der Ottawa Senators.
Von 2007 bis 2009 war Sexton bei den Florida Panthers als Assistenz-General Manager unter Jacques Martin angestellt. Nach Martins Entlassung zum Ende der Spielzeit 2008/09 wurde er am 2. Oktober 2009 zum General Manager befördert.

## Familie
Seine Söhne Ben Sexton (* 1991) und Patrick Sexton (* 1994) sind ebenfalls Eishockeyspieler.